# 宮戸 (朝霞市)
宮戸（みやど）は、埼玉県朝霞市の町名・大字。現行行政地名は宮戸一丁目から宮戸四丁目および大字宮戸。住居表示実施地区。郵便番号は351-0031。

## 地理
埼玉県朝霞市北部の武蔵野台地上に位置する。東で浜崎、南東で北原、南西で朝志ヶ丘、西で志木市本町、北西で志木市下宗岡、北東で大字浜崎や大字上内間木に接する。北朝霞駅からも近く、宅地化が急速に進んでいる。朝霞浄水場が所在することで知られる。
改修前の新河岸川沿いに志木市との市境が設定されているため、新河岸川左岸に大字宮戸の飛地が存在する。

## 歴史
かつては宮戸村であった。
- 1889年（明治22年）4月1日 - 町村制の施行により、宮戸村は浜崎村・田島村・上内間木村・下内間木村と合併し新座郡内間木村となり、新座郡内間木村大字宮戸となる。
- 1896年（明治29年）3月29日 - 新座郡が北足立郡に統合され、北足立郡内間木村大字宮戸となる。
- 1944年（昭和19年）2月11日 - 戦時町村合併促進法により内間木村が志木町、宗岡村、水谷村と合併し、志紀町となり、北足立郡志紀町大字宮戸となる。
- 1948年（昭和23年）4月1日 - 合併が解消され内間木村は再置、北足立郡内間木村大字宮戸となる。
- 1955年（昭和30年）4月1日 - 内間木村が朝霞町と合併、北足立郡朝霞町大字宮戸となる。
- 1967年（昭和42年）3月15日 - 市制施行により朝霞市大字宮戸となる。
- 1974年（昭和49年）8月14日 - 大字宮戸の一部が北原一丁目および二丁目の各一部になる。
- 1983年（昭和58年）8月1日 - 第5次住居表示整備実施[5]として大字宮戸の一部から宮戸一丁目〜四丁目が成立[6]。また、大字宮戸の一部が朝志ヶ丘一丁目〜四丁目の各一部となる。
- 1997年（平成9年）11月4日 - 大字宮戸の一部が浜崎四丁目の一部となる。

## 世帯数と人口
2017年（平成29年）10月1日現在の世帯数と人口は以下の通りである。
| 大字・丁目 | 世帯数    | 人口    |
| ---------- | --------- | ------- |
| 宮戸       | 60世帯    | 66人    |
| 宮戸一丁目 | 649世帯   | 1,570人 |
| 宮戸二丁目 | 1,248世帯 | 2,648人 |
| 宮戸三丁目 | 1,308世帯 | 3,000人 |
| 宮戸四丁目 | 1,027世帯 | 2,624人 |
| 計         | 4,292世帯 | 9,908人 |

## 小・中学校の学区
市立小・中学校に通う場合、学区は以下の通りとなる。
| 大字・丁目 | 番地 | 小学校                 | 中学校                 |
| ---------- | ---- | ---------------------- | ---------------------- |
| 宮戸       | 全域 | 朝霞市立朝霞第三小学校 | 朝霞市立朝霞第五中学校 |
| 宮戸一丁目 | 全域 | 朝霞市立朝霞第三小学校 | 朝霞市立朝霞第五中学校 |
| 宮戸二丁目 | 全域 | 朝霞市立朝霞第三小学校 | 朝霞市立朝霞第五中学校 |
| 宮戸三丁目 | 全域 | 朝霞市立朝霞第三小学校 | 朝霞市立朝霞第五中学校 |
| 宮戸四丁目 | 全域 | 朝霞市立朝霞第三小学校 | 朝霞市立朝霞第五中学校 |

## 交通

### 鉄道
大字宮戸町内や浜崎との境界付近にJR武蔵野線が通るが町域内に鉄道駅はない。最寄り駅は東武東上線朝霞台駅・JR武蔵野線北朝霞駅、又は東武東上線志木駅である。

### 道路
- 埼玉県道112号和光志木線（中央通り）
- 宮戸橋通り

## 河川
- 新河岸川

## 施設
1丁目
- 朝霞浄水場

2丁目
- 宮戸郵便局
- 宮戸変電所

3丁目
- たちばな幼稚園
- 大山保育園
- やつじ公園

4丁目
- 宮戸団地
- 宮戸神社

大字
- 朝霞市立朝霞第五小学校